# Casar de Cáceres
Pour les articles homonymes, voir Casar.
Casar de Cáceres est une commune de la province de Cáceres dans la communauté autonome d'Estrémadure en Espagne.